# Cerovo
Cerovo (bis 1927 slowakisch auch „Čerové“; ungarisch Cseri) ist eine Gemeinde im Okres Krupina in der Slowakei mit 562 Einwohnern (Stand 31. Dezember 2024) und liegt im Banskobystrický kraj der Mittelslowakei.

## Geographie
Die Gemeinde befindet sich in der Hochebene Krupinská planina, im Tal des Flüsschens Litava im Einzugsgebiet der Krupinica. Die ungarisch-slowakische Grenze verläuft etwa 30 Kilometer südlich von Cerovo. Das Ortszentrum liegt auf einer Höhe von 468 m n.m. und ist 17 Kilometer von Krupina entfernt (Straßenentfernung).
Die Gemeinde selbst gliedert sich in den eigentlichen Ort Cerovo sowie die Ortslage Duchenec.
Nachbargemeinden sind Litava im Norden und Nordosten, Čebovce im Osten, Kosihovce im Südosten, Opava und Čelovce im Süden, Čabradský Vrbovok im Südwesten und Westen und Trpín im Nordwesten.

## Geschichte
Die früheste schriftliche Erwähnung von Cerovo, damals als Chery, stammt aus dem Jahr 1275. Damals war der Ort Besitz des Geschlechts Hont, später wurde er Besitz der örtlichen Familie Cseri und zum Teil der Herrschaft der Burg Čabraď. Im 19. Jahrhundert besaß die Familie Coburg Ortsgüter. 1715 gab es Landsitze, eine Mühle und 73 Haushalte. 1828 zählte man in Cerovo 192 Häuser und 1156 Einwohner.  Haupteinnahmequelle des Dorfes waren und sind Land- und Forstwirtschaft.
Bis 1918 gehörte der im Komitat Hont liegende Ort zum Königreich Ungarn und kam danach zur Tschechoslowakei beziehungsweise heute Slowakei.

## Bevölkerung
| Jahr                | 1994 | 2004     | 2014    | 2024    |
| ------------------- | ---- | -------- | ------- | ------- |
| Anzahl der Personen | 656  | 578      | 573     | 562     |
| Unterschied         |      | −11,89 % | −0,86 % | −1,91 % |

| Jahr                | 2023 | 2024    |
| ------------------- | ---- | ------- |
| Anzahl der Personen | 558  | 562     |
| Unterschied         |      | +0,71 % |

Nach der Volkszählung 2011 wohnten in Cerovo 595 Einwohner, davon 548 Slowaken, 10 Roma, jeweils zwei Magyaren und Tschechen und ein Deutscher. Sechs Einwohner gaben andere Ethnien an und 26 Einwohner machten keine Angabe zur Ethnie.
329 Einwohner bekannten sich zur römisch-katholischen Kirche, 191 Einwohner zur Evangelischen Kirche A. B., fünf Einwohner zu den Zeugen Jehovas und ein Einwohner zur evangelisch-methodistischen Kirche. 35 Einwohner waren konfessionslos und bei 34 Einwohnern wurde die Konfession nicht ermittelt.

## Sehenswürdigkeiten
- evangelische Kirche aus den Jahren 1855–1859
- Ruine der mittelalterlichen Burg Cerovo (auch Burg Litava genannt)

## Söhne und Töchter der Gemeinde
- Samuel Zoch (1882–1928), evangelischer Pfarrer und Politiker